# Jetzt und in der Stunde meines Todes
Jetzt und in der Stunde meines Todes ist ein deutscher Spielfilm der DEFA von Konrad Petzold aus dem Jahr 1963 nach dem Roman Die schwarze Limousine von Egon Günther.

## Handlung
Ella Conradi ist eine bundesdeutsche Journalistin der Zeitschrift Weltbild und befindet sich in Jerusalem, um über den dort stattfindenden Eichmann-Prozess zu berichten. Durch die bei Gericht aufgedeckten Grausamkeiten ist sie mit den Nerven völlig am Ende und bittet ihren Chefredakteur Frank Müller, abgelöst zu werden. Dieser stimmt dem zu und ruft sie zurück. Vor dem Abflug trifft sie sich noch mit dem jungen israelischen Journalisten Mosche in einer Bar, um sich von ihm zu verabschieden.
Ein junger Mann geht durch die Straßen einer westdeutschen Stadt und holt seine Freundin ab. Sie gehen noch Badesachen kaufen, um dann zum Schwimmen zu gehen. Die ganze Zeit werden sie von einer schwarzen Limousine verfolgt, in der zwei Männer sitzen. Der eine macht einen sehr nervösen Eindruck und sagt ständig: „Ich kann das nicht, ich kann das nicht“. Am Fluss angekommen geht Georg Kirchner, so heißt der junge Mann, an das felsige Ufer, als plötzlich auf ihn geschossen wird. Er kann nur noch ins Wasser springen und taucht nicht wieder auf.
Adrian Haupt, der nach dem Zweiten Weltkrieg schnell Prokurist einer großen Margarinefirma wurde, befindet sich auf dem Weg nach Hause. Er geht verängstigt durch die Straßen und ist erst beruhigt, als er sich in seiner Wohnung befindet. Als sein Telefon klingelt, nimmt er den Hörer ab und bestätigt, dass er zu Hause ist. Nach Beendigung des Gesprächs versucht er bei allen gängigen Fluggesellschaften einen Flug zu bekommen, egal wohin. Da erst am nächsten Vormittag ein Flug möglich ist, geht er noch in eine Bar. Am nächsten Morgen, er hat die Nacht hinter sich gebracht, will er nach Hause gehen, um noch einige Sachen vor dem Abflug zu holen. Auf der Straße wird Herr Haupt, aus einem Auto heraus, erschossen.
Ella Conradi meldet sich bei ihrem Chefredakteur zurück und erwartet ihre Entlassung, da sie ihren Auftrag in Jerusalem nicht weiter erfüllen kann. Doch in der Stadt geschahen inzwischen zwei Morde und Frank Müller braucht die fähige Gerichtsreporterin, um darüber zu berichten. Sofort macht sie sich an ihre neue Aufgabe und erfährt im Kriminaltechnischen Institut, dass beide Morde mit der gleichen Waffe durchgeführt wurden. Bereits am nächsten Tag wird der vermeintliche Täter gefasst und die Tatwaffe in seinem Garten gefunden.
Später bei der Gerichtsverhandlung wird Ralf Jordan damit konfrontiert, dass er als Täter eine Quetschwunde vom Gewehr an der Hand haben muss, die er auch hat. Auch die in seinem Haus unter dem Parkettfußboden versteckten 20.000 DM werden als Bezahlung für einen Auftragsmord ausgelegt. Nur Ella Conradi glaubt seiner Versicherung, dass er unschuldig ist, und sucht nach Beweisen dafür. So trifft sie auf Beate, die Freundin des jungen Mannes, auf den am Fluss geschossen wurde, und überzeugt sie, dass sich der noch lebende Georg Kirchner als Zeuge meldet. Im Zeugenstand erklärte dieser, dass der Mann, der auf ihn geschossen hat, völlig anders aussah als der Angeklagte. Nach der Verhandlung will Ella im Haus Jordans noch nach weiteren Beweisen suchen und wird dabei von dem ermittelnden Kommissar Hendrik überrascht. Während eines anschließenden Gesprächs rät er ihr, von weiteren eigenmächtigen Nachforschungen abzusehen, da er herausbekommen hat, dass mehr hinter dem Fall steckt, als sie vermutet. Am nächsten Tag gibt Georg Kirchner in den Redaktionsräumen der Weltbild ein Tonbandinterview zu der Angelegenheit. Dabei fällt sein Blick auf mehrere Fotografien, die auf dem Tisch herumliegen, und er erkennt auf einem den Mann, der auf ihn geschossen hat. Es ist Adrian Haupt, der Mann, der ebenfalls erschossen wurde. In der nächsten Ausgabe der Zeitung erscheint das Interview.
Ella Conradis Auto wird zertrümmert. Nachts kommt ein LKW, fährt dicht an den Sportwagen heran und mehrere Männer werfen einige schwere Gegenstände darauf. Danach klingelt das Telefon der Journalistin und eine Stimme warnt sie, weiter im Fall Jordan Untersuchungen anzustellen. Einen Tag später hält ein Auto neben ihr, sie wird hineingerissen und die Limousine fährt in eine entlegene Gegend. Hier muss Ella das Auto wieder verlassen und sie wird nun von zwei Männern verprügelt. Als sie einen ihrer Stöckelschuhe zu fassen bekommt, schlägt sie diesen mit dem Hacken einem der Angreifer ins Gesicht, so dass dieser laut aufschreit.
Kommissar Hendrik wird von der weiteren Bearbeitung des Falles entbunden. Polizeipräsident Gamme, ein ehemals hoher Nazi, beauftragt Kommissar Haberland mit dieser Aufgabe. Frau Conradi lässt sich aber nicht unterkriegen. Um Weiteres in diesem Fall herauszubekommen, besucht sie die sehr junge Ehefrau des ermordeten Adrian Haupt. Dabei erfährt sie, dass dieser im Dritten Reich ein mittlerer Beamter bei der SS war und deshalb täglich vor dem Fernsehapparat saß, um den Eichmann-Prozess in Jerusalem zu verfolgen. Er lebte ständig in der Angst, dass sein Name fallen könnte. Auf dem Weg nach Hause bemerkt Ella einen Mann mit einer Augenklappe. Sie verfolgt ihn bis in sein Hotel und schafft es, in der Zentrale seine Telefongespräche mitzuhören. Daraufhin geht sie zu Kommissar Hendrik nach Hause und sie versuchen gemeinsam die angerufenen Telefonnummern zu recherchieren. Dann geht Ella in die Redaktion ihrer Zeitung, aber dort lässt sich ihr Chefredakteur Müller verleugnen. Als sie es doch noch schafft, ihn zu sprechen erklärt er ihr, was er bisher schon für Probleme bekommen hat, wegen der Enthüllungen in der Weltbild, denn hinter dem Angeklagten Jordan stecken einflussreiche Ganoven, wahrscheinlich bis in die Regierung.
Am letzten Prozesstag fährt Ella Conradi zum Gericht und wird nach dem Freispruch Jordans von diesem und seinem Verteidiger Dr. Welk zu einem Glas Sekt eingeladen, da sie einen großen Anteil an dem gefallenen Urteil hat. Dabei fragt sie den Anwalt, ob dieser wirklich nicht weiß, wer Adrian Haupt erschossen hat. Dabei klärt sie ihn auf, dass es Jordan war, der dringend 20.000 DM brauchte, um seinen gehobenen Lebensstandard zu finanzieren. Da verschiedenen ehemaligen Vorgesetzten Haupts klar war, dass dieser über seine Vergangenheit reden würde, wenn in Jerusalem sein Name fällt, musste er weg und in Jordan fanden sie einen willigen Vollstrecker. Die Schüsse auf den unbekannten Georg Kirchner dienten nur der Ablenkung. Ella fährt nach Hause, um den Gerichtsbericht zu schreiben, und Jordan betrinkt sich weiter. Dann klingelt es bei Frau Conradi, sie öffnet die Tür, es ist der betrunkene Jordan. Sie setzt sich wieder an die Schreibmaschine und schreibt weiter. Nachdem er ihr nochmals bestätigt hat, dass ihre Erkenntnisse der Wahrheit entsprechen, erschießt er sie mit einer Pistole.
Kommissar Hendrik will nach seinem Dienst im Präsidium noch einmal mit seinem Assistenten bei Frau Conradi vorbeischauen. Nachdem in der Wohnung laute Musik ertönt, Ella aber nicht öffnet, bricht er die Wohnungstür auf. Hier findet er sie tot vor ihrer Schreibmaschine. Der geflüchtete Jordan ist schnell als Täter entlarvt, denn Ella hat den ganzen Wortwechsel mit ihm auf der Maschine mitgeschrieben. Der Kommissar entscheidet, sich wieder in den Fall einzumischen.

## Produktion
Jetzt und in der Stunde meines Todes wurde von der Künstlerischen Arbeitsgruppe „konkret“ als Schwarzweißfilm in Totalvision gedreht und hatte am 31. Oktober 1963 im Berliner Kino Colosseum seine Premiere.
Die Erstausstrahlung im Deutschen Fernsehfunk erfolgte am 13. August 1965.

## Kritik
Nach Helmut Ullrich in der Neuen Zeit wurde in dem Film nur nach billigen Effekten gehascht, die von der Aussage des Films ablenken, statt zu ihr hinzuführen. Die Kriminalhandlung hat sich verselbständigt, so dass sie zum Selbstzweck geworden ist und damit eine wichtige politische Thematik verflacht wird.
Heinz Hoffmann fand im Neuen Deutschland, dass es der Autor und der Regisseur nicht verstanden haben, aus der Reichhaltigkeit der Tatbestände und der Fülle des Faktenmaterials eine milieu- und charaktertreue Geschichte zu gestalten.
Das Lexikon des internationalen Films stellt fest, dass nach einem spannenden Beginn der Film zunehmend in die Kolportage abgleitet und den Stoff an eine vordergründige Spannungsdramaturgie verschenkt, die inszenatorisch kaum bewältigt wird.